# Orion (rymdfarkost)
För andra betydelser, se Orion (olika betydelser).
Orion Multi-Purpose Crew Vehicle (MPCV) är en rymdfarkost som planerades bli de amerikanska rymdfärjornas (Space Shuttles) ersättare, vilka togs ur drift 2011. Första obemannade testflygningen av Orion skedde 5 december 2014 från Kennedy Space Center. Det första uppdraget med astronauter planerades till tidigast 2021, en uppskattning som gjordes 2014.. Till att börja med var farkosten tänkt att användas för transporter till och från Internationella rymdstationen (ISS), men i ett senare skede skulle Orion även kunna användas vid uppdrag till Mars och asteroider.
Med sin koniska form liknar Orion Apollo-kapseln, men Orion är betydligt större. Grundversionen av Apollo kunde ta tre astronauter, Orion kunde ta sex. Invändigt är Orion-kapseln cirka 50 procent större än Apollo. Den har två huvudmoduler: en kommandomodul som byggs av Lockheed Martin i New Orleans och en servicemodul som tillhandahålls av Europeiska rymdorganisationen och byggs av Airbus Defence & Space. Orion sköts upp med hjälp av Boeings raket Delta IV Heavy.
Orion ingår sedan 24 maj 2011 i NASA:s program Multi-Purpose Crew Vehicle (MPCV). Dessförinnan ingick Orion i det av Obama nedlagda Constellationprogrammet, och var tänkt att innefatta månlandare och att skjutas upp med Rocketdynes Ares-raketer.

## Uppdrag (urval)
| Uppdrag                          | Förkortning | Raket             | Besättning | Uppskjutningsdag | Resultat      | Varaktighet                      | Mål                          | Kommentarer | Referens                |
| -------------------------------- | ----------- | ----------------- | ---------- | ---------------- | ------------- | -------------------------------- | ---------------------------- | --- | ----------------------- |
| Exploration Flight Test 1        | EFT-1       | Delta IV Heavy    | Nej        | 5 december 2014  | Delvis lyckad | 4 timmar, 24 minuter, två omlopp | Hög omloppsbana runt jorden. | Höghöjdstestflygning av Orionkapseln i omloppsbana runt jorden. | [ 2 ]                   |
| Exploration Mission 1            | SLS-1, EM-1 | SLS Block 1 Crew  | Nej        | 2021             | Lyckad        |                                  | Omloppsbana kring månen      | Skicka obemannad Orionkapsel att resa runt månen. | [ 3 ] [ 4 ] [ 5 ]       |
| Exploration Mission 2            | EM-2        | SLS Block 1B Crew | Ja         | 2023             | Planerad      |                                  | Direkt returomloppsbana      | Skicka en Orionkapsel med fyra besättningsmedlemmar till månen. | [ 6 ] [ 7 ] [ 8 ] [ 9 ] |
| Exploration Mission 3            | EM-3        | SLS Block 1B Crew | Ja         | Okänd            | Planerad      |                                  | Okänd                        | |                         |
| Exploration Mission 4            | EM-4        | SLS Block 1B Crew | Ja         | Okänd            | Planerad      |                                  | Okänd                        | |                         |
| Asteroid Crewed Redirect Mission | ACRM        | SLS Block 1B Crew | Ja         | 2026             | Planerad      |                                  | Fångad asteroid              | Skicka en Orionkapsel med fyra besättningsmedlemmar till en asteroid som skall fångas in och placeras i månens omloppsbana i slutet av 2026, Asteroid Redirect Mission. | [ 10 ] [ 11 ]           |